# 劉緝堯
劉緝堯，山西承宣布政使司平陽府曲沃縣（今山西省曲沃縣）人，清朝政治人物、进士出身。
顺治四年，登进士，授刑部貴州司郎中。顺治十三年，欽差陝西恤刑。